# End Game (The X-Files)
«End Game» es el decimoséptimo episodio de la segunda temporada de la serie de televisión estadounidense de ciencia ficción The X-Files. Se estrenó en la cadena Fox el 17 de febrero de 1995. Fue dirigido por Rob Bowman y escrito por Frank Spotnitz. «End Game» contó con apariciones especiales de Megan Leitch, Peter Donat, Brian Thompson y vio a Steven Williams repetir su papel como X. El episodio ayudó a explorar la mitología general de la serie. «End Game» obtuvo una calificación Nielsen de 11,2, siendo visto por 10,7 millones de hogares en su transmisión inicial. Recibió opiniones positivas de los críticos.
El programa se centra en los agentes especiales del FBI Fox Mulder (David Duchovny) y Dana Scully (Gillian Anderson) que trabajan en casos relacionados con lo paranormal, llamados expedientes X. En este episodio, Scully es secuestrada por un cazarrecompensas extraterrestre y Mulder ofrece a su hermana Samantha (Leitch) como rescate. Sin embargo, Samantha es simplemente uno de varios clones creados como parte de un proyecto de híbridos humano-extraterrestres, lo que lleva a Mulder a perseguir al cazarrecompensas en busca de la verdad sobre su desaparición. «End Game» es un episodio de dos partes, que continúa la trama del episodio anterior, «Colony».
«End Game» fue el primer episodio de la serie escrito por Spotnitz, quien finalmente se convirtió en uno de los productores ejecutivos de la serie.

## Argumento
El USS Allegiance, un submarino nuclear estadounidense, patrulla el mar de Beaufort frente a la costa de Alaska cuando se encuentra con una nave debajo del hielo que emite una señal de radio. El Comando del Pacífico ordena al Allegiance que dispare contra la nave. Sin embargo, la nave logra desactivar el submarino usando una frecuencia de tono alto, dejándolo varado muy por debajo del hielo.
Continuando desde el final en suspenso en «Colony», Dana Scully (Gillian Anderson) es golpeada y secuestrada por «Mulder», quien en realidad es el cazarrecompensas disfrazado. Cuando el verdadero Mulder (David Duchovny) encuentra la habitación de hotel destrozada, su hermana Samantha explica que el cazarrecompensas organizará un intercambio de rehenes para cambiar a Scully por ella. Ella explica además que el cazarrecompensas solo puede morir perforando la base de su cuello y que su sangre extraterrestre tóxica es mortal para los humanos. Finalmente, Samantha revela que los clones son la progenie de dos extraterrestres originales y trabajaron en clínicas de aborto para obtener acceso al tejido fetal. Su objetivo era establecer una colonia extraterrestre en la Tierra, un esfuerzo que se remonta a la década de 1940. Sin embargo, debido a que se consideró que los experimentos de los clones habían contaminado a su raza extraterrestre, se envió al cazarrecompensas para matarlos.
Walter Skinner (Mitch Pileggi se encuentra con Mulder y Samantha en el apartamento de Mulder y les dice que faltan los clones restantes. Mulder recibe una llamada de Scully, quien le dice que el cazarrecompensas busca un intercambio por Samantha. Mulder y Samantha son enviados a un puente cerca de Bethesda mientras Skinner se esconde cerca con un francotirador. Después de que se lleva a cabo el intercambio, Samantha ataca al cazarrecompensas. Durante la lucha, el francotirador dispara contra el cazarrecompensas, y tanto él como Samantha caen a un río. Mulder, angustiado, se disculpa entre lágrimas con su padre, Bill, por perderla de nuevo. Bill le deja a Mulder una nota de Samantha, que le proporciona la dirección de una clínica en Maryland donde puedan reunirse si se separan. Mulder espera que esté viva, pero pronto recibe una llamada de Scully informándole que se encontró el cuerpo de Samantha. Después de que Scully termina la llamada, descubre que el cuerpo de Samantha se disuelve en un líquido verde.
Mientras tanto, dentro de la clínica, Mulder encuentra varios clones de Samantha trabajando en fetos en laboratorios similares al de los clones. Revelan que manipularon a Mulder enviando a uno de los suyos para que se hiciera pasar por «Samantha» en un esfuerzo por que protegiera a su clon original. También afirman conocer la ubicación real de Samantha. Mulder, al darse cuenta de que había sido engañado, inicialmente se niega a ayudar y comienza a irse, pero el cazarrecompensas que llega lo deja inconsciente, quien procede a matar a los clones de Samantha y quemar la clínica. Cuando no se encuentra ningún rastro de los clones, Mulder se reúne con X en el Centro Kennedy, exigiendo saber la ubicación del cazarrecompensas. X dice que se encontró la nave del cazarrecompensas debajo del mar de Beaufort y que se envió una flota naval para destruirla. Mulder se dirige allí y le envía un correo electrónico a Scully para decirle que no lo siga.
Scully acude a Skinner en busca de ayuda, pero inicialmente se niega. Scully también llama a X al departamento de Mulder, pero él la rechaza. Al salir, X se enfrenta a Skinner en un ascensor. Después de que los dos hombres se involucran en un violento altercado físico, X revela el paradero de Mulder. Mientras tanto, Mulder encuentra el Allegiance varado, con su vela rota a través de un trozo de hielo poco profundo. En el interior, encuentra lo que parece ser el único tripulante sobreviviente del submarino, quien Mulder adivina correctamente que es el cazarrecompensas disfrazado. Los dos luchan, durante la cual Mulder queda expuesto a la sangre tóxica del cazarrecompensas y Mulder lagrimea debido a la irritación. El cazarrecompensas afirma que Samantha todavía está viva antes de arrojar a Mulder de la vela y sumergir al Allegiance; un Mulder débil casi es partido en dos con la hélice del submarino mientras cae. Lo encuentran y lo llevan de urgencia al hospital de campaña visto al comienzo de «Colony», donde Scully, al enterarse de que la sangre extraterrestre contiene un retrovirus que muere en temperaturas frías, convence a los médicos de sacarlo del baño que calentaría su cuerpo.
A medida que la condición de Mulder se estabiliza, Scully escribe un informe de campo acreditando a la ciencia por detectar el retrovirus y salvar a Mulder. Ella sostiene que el retrovirus tiene un origen misterioso e informa que no se encontraron ni el cazarrecompensas ni el Allegiance. Cuando Mulder recupera la conciencia, le dice a Scully que sus experiencias no le dieron las respuestas que había estado buscando, pero que le dieron una nueva «fe para seguir buscando».

## Producción

### Escritura
Este fue el primer episodio de la serie escrito por Frank Spotnitz. Spotnitz, a quien se le ocurrió la idea de traer de vuelta a Samantha Mulder en «Colony», escribió este episodio, su primer trabajo acreditado en el programa. Según Spotnitz, él, junto con Chris Carter, fueron demasiado ambiciosos al escribir este episodio. Dado que este fue el debut de Spotnitz como guionista de televisión, obtuvo una ayuda significativa de Carter para armar el guion. Todas las escenas presentadas originalmente por Spotnitz se mantuvieron, excepto una escena de persecución de automóviles que terminó con un choque, y otra en la que Mulder confunde a un alguacil federal con el cazarrecompensas. Las escenas se cortaron debido a limitaciones de tiempo durante el rodaje. Spotnitz más tarde se convirtió en un colaborador frecuente en muchos de los episodios de mitología posteriores del programa, además de coescribir los dos largometrajes.
Resultó en este episodio que la Samantha Mulder (Megan Leitch) que apareció era un clon. Carter no quería que fuera la verdadera Samantha, ya que eso habría sido «pura ciencia ficción» y era demasiado «ridículo» para dar demasiadas respuestas. Spotnitz explicó además que el equipo de producción nunca vio The X-Files como un «programa de ciencia ficción», sino más bien como un programa que incorporaba ciencia ficción, y que este y el episodio anterior «Colony» eran más como un «thriller de suspenso» que cualquier otro género. Chris Carter describió las dos partes «Colony» y «End Game» como la «columna vertebral del programa, la búsqueda romántica de Mulder por la verdad y Scully también», y que llevó a Scully a creer en la conspiración.

### Rodaje

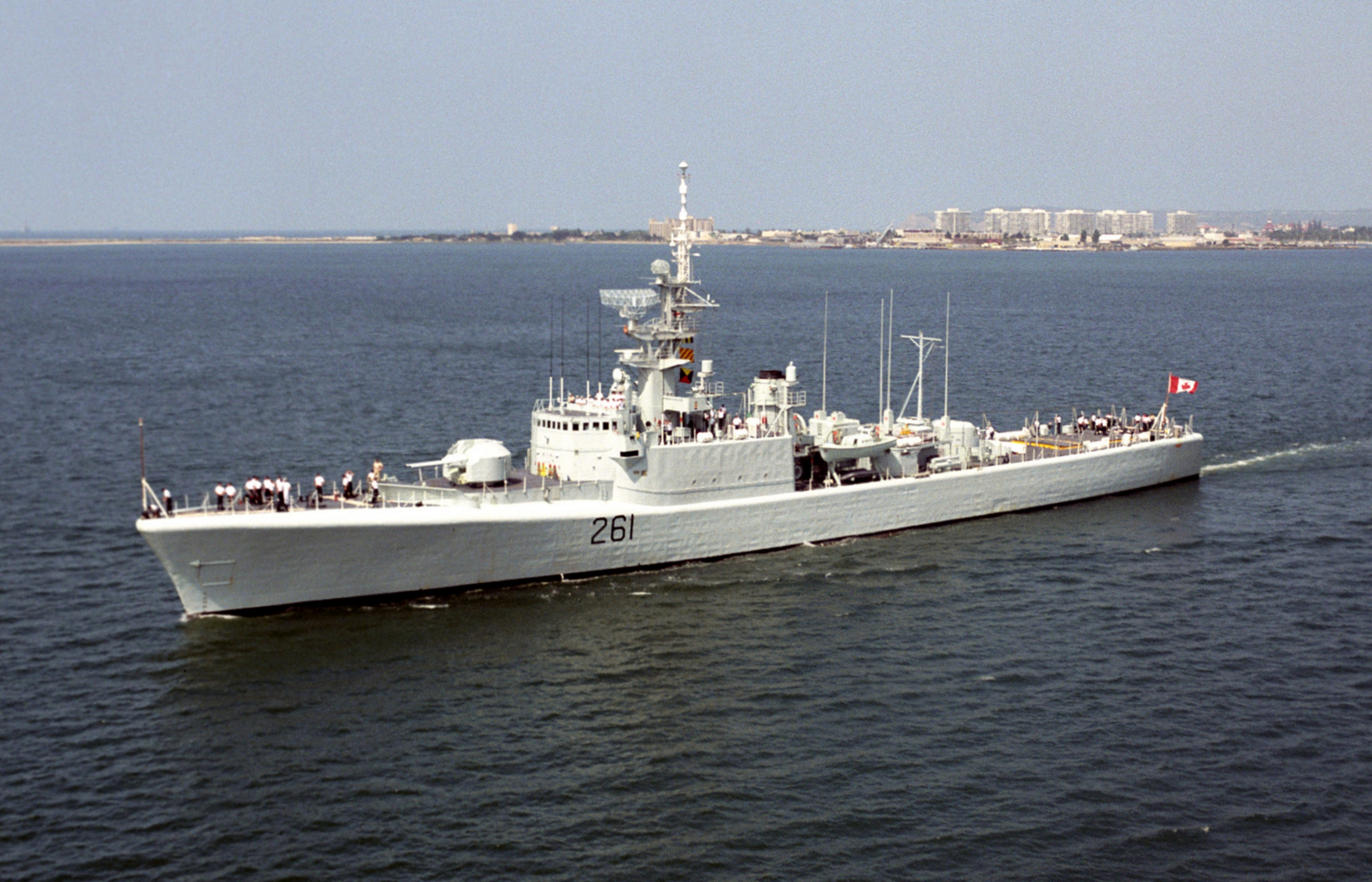
Las tomas interiores se filmaron a bordo del HMCS Mackenzie.

La escena del motel con el cazarrecompensas y Dana Scully se rodó en un escenario de sonido en Vancouver, Columbia Británica, Canadá, en un sencillo decorado de habitación de motel. La escena en la que Scully es golpeada por el cazarrecompensas fue interpretada principalmente por una doble. El arma de estilete, a menudo denominada barrena, utilizada por el cazarrecompensas estaba construida con aluminio y acrílico, y se activaba con una manguera neumática escondida en la manga del actor Brian Thompson. El departamento de Estándares y Prácticas insistió en el gruñido que Scully da cuando es arrojada a través de una mesa, dando el razonamiento que el programa necesitaba para dejar en claro a los espectadores que ella no estaba muerta. Según el productor ejecutivo Frank Spotnitz era una «lógica arcana y extraña con la que tienes que lidiar cuando estás poniendo un programa en una cadena de televisión». Como el director Rob Bowman no estaba satisfecho con la primera toma de Skinner empujando a X contra la pared del ascensor, Mitch Pileggi y Steven Williams decidieron hacer el truco de verdad, y Pileggi lo hizo con tanta fuerza que rompió la parte trasera del ascensor de utilería. La experiencia de Williams en los combates escénicos, derivados de su papel en Missing in Action 2: The Beginning, le permitió ayudar en la coreografía de la pelea.
Ciento cuarenta toneladas de nieve y hielo fueron transportados en camiones a un escenario de sonido para crear la escena con el submarino hacia el final del episodio, y el escenario tuvo que ser refrigerado durante cinco días. El escenario de la torre de control podía subir o bajar solo cinco pies, lo que generaba restricciones, como filmar sobre fondos negros. Un destructor dado de baja, el HMCS Mackenzie, fue alquilado a la Marina Real Canadiense y utilizado para el interior del submarino. Se reutilizó dos episodios más tarde para tomas interiores en «Død Kalm».

## Recepción
«End Game» se estrenó en la cadena Fox el 17 de febrero de 1995. El episodio obtuvo una calificación Nielsen de 11,2 con una participación de 19, lo que significa que aproximadamente el 11,2 por ciento de todos los hogares equipados con televisión y el 19 por ciento de los hogares que miraban televisión sintonizaron el episodio. Un total de 10,7 millones de hogares vieron este episodio durante su emisión original.
El episodio recibió opiniones positivas de los críticos. En una retrospectiva de la segunda temporada en Entertainment Weekly, el episodio fue calificado con una A−, y se lo calificó como «un capítulo esencial y agotador, que cuenta con el final visualmente más impresionante de la serie». Escribiendo para The A.V. Club, Zack Handlen calificó el episodio con una A, señalando que era «X-Files en plena forma». Sintió que la pelea entre Skinner y X fue «uno de los grandes momentos de la temporada», aunque se burló del uso de Scully en un papel de «heroína como víctima». Michelle Bush, en su libro Myth-X, señaló que «End Game» es «un buen ejemplo de las premisas básicas de que Mulder y Scully no pueden tener éxito el uno sin el otro», y sirve para resaltar «el peligro de tomar la decisión de otra persona por ellos».